# La Vista (Nebraska)
La Vista ist eine Stadt mit dem Status „City“ im Sarpy County im US-Bundesstaat Nebraska. Im Jahr 2020 hatte La Vista 16.746 Einwohner.

## Geografie
Die Koordinaten von La Vista liegen bei 41°11'4" nördlicher Breite und 96°2'22" westlicher Länge.
Nach Angaben der United States Census 2010 erstreckt sich das Stadtgebiet von La Vista über eine Fläche von 11,09 Quadratkilometer (4,28 sq mi).

## Bevölkerung
Nach der United States Census 2010 lebten in La Vista 15.758 Menschen verteilt auf 6419 Haushalte und 1139 Familien. Die Bevölkerungsdichte betrug 1421,9 Einwohner pro Quadratkilometer (3681,8/sq mi).
Die Bevölkerung setzte sich 2010 aus 86,9 % Weißen, 3,9 % Afroamerikanern, 3,2 % Asiaten, 0,4 % amerikanischen Ureinwohnern, 2,7 % aus anderen ethnischen Gruppen und 2,8 % stammten von zwei oder mehr Ethnien ab.
Von den 15.758 Einwohnern waren 25,9 % unter 18 Jahre und in 5,1 % der Haushalten lebten Menschen, die 65 Jahre oder älter waren. Das Durchschnittsalter betrug 32,1 Jahre und 48,3 % der Einwohner waren Männlich.